# گونتر تسیگلر
گونتر تسیگلر (انگلیسی: Günther Ziegler; ۱۸ ژانویهٔ ۱۹۳۳ – ۱۹ دسامبر ۲۰۱۳) دوچرخه‌سوار اهل آلمان بود.
وی همچنین برندهٔ جوایزی همچون برگ بوی نقره‌ای شده‌است.